# Подкилава
Подкилава (слч. Podkylava) насељено је мјесто са административним статусом сеоске општине (слч. obec) у округу Мијава, у Тренчинском крају, Словачка Република.

## Становништво
| Година:    | 1994. | 2004.    | 2014.   | 2024.   |
| ---------- | ----- | -------- | ------- | ------- |
| Број људи: | 322   | 249      | 226     | 244     |
| Разлика:   |       | -22,67 % | -9,23 % | +7,96 % |

| Година:    | 2023. | 2024.   |
| ---------- | ----- | ------- |
| Број људи: | 246   | 244     |
| Разлика:   |       | -0,81 % |

Према подацима о броју становника из 2024. године насеље је имало 244 становника.